# Miagrammopes indicus
Miagrammopes indicus là một loài nhện trong họ Uloboridae.
Loài này thuộc chi Miagrammopes. Miagrammopes indicus được Benoy Krishna Tikader miêu tả năm 1971.